# Belgische Streitkräfte

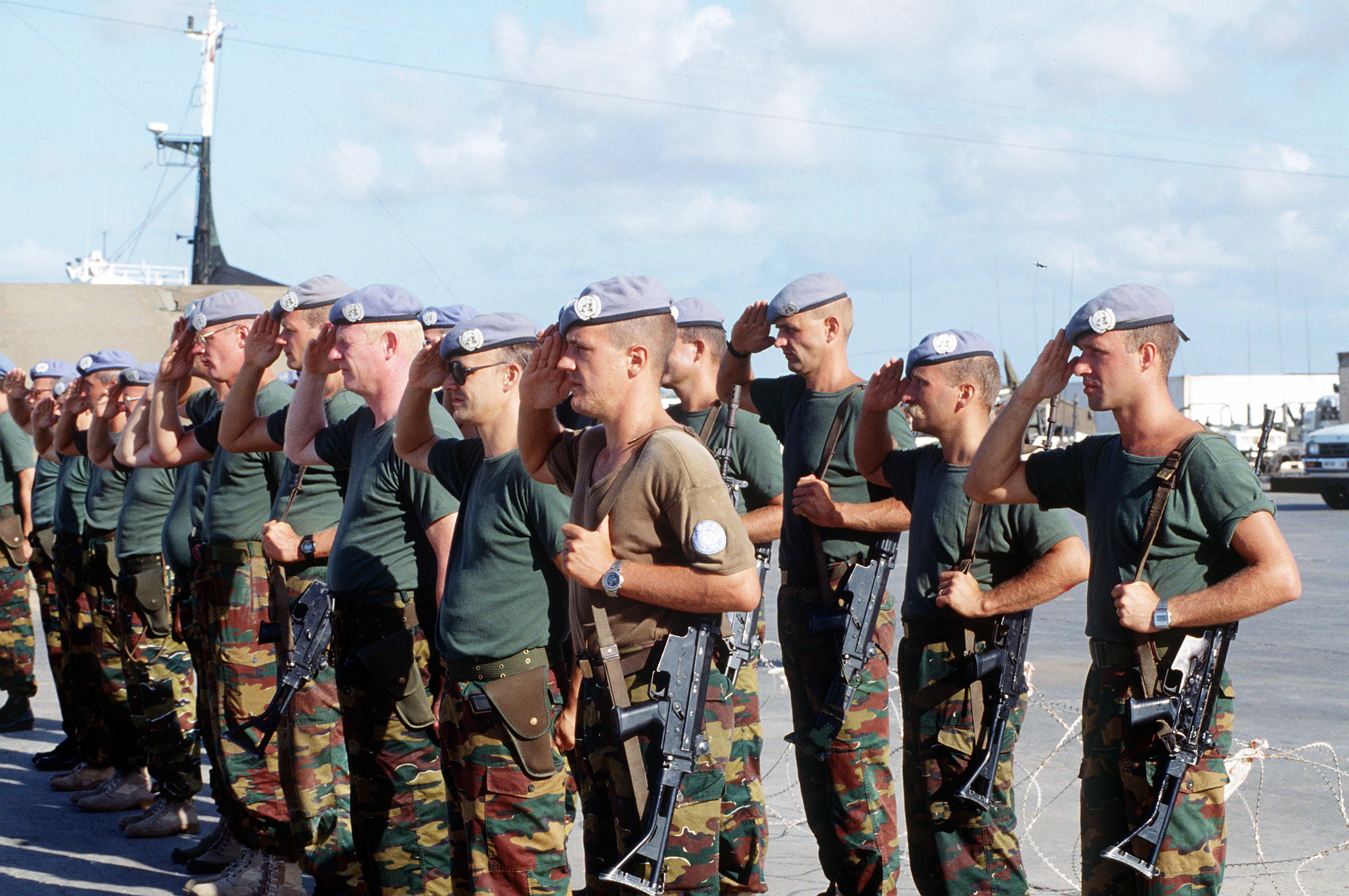
Belgische Soldaten im Rahmen des UNOSOM-II-Einsatzes in Somalia, November 1993

Die Belgischen Streitkräfte (französisch Armée belge, niederländisch Belgisch leger) sind die Streitkräfte des Königreichs Belgien. Sie untergliedern sich in Heer, Marine, Luftstreitkräfte und medizinisches Korps (niederländisch Medische Component, französisch Composante Médicale).
Es gibt rein niederländisch- und rein französischsprachige Einheiten. Bis Anfang 2010 gab es auch eine gemischtsprachige Einheit, das 1°Bn Para, das im Zuge der Armeereform aufgelöst wurde. Offiziere müssen – auch in Abhängigkeit von der Dienstdauer – mindestens in der Lage sein, sich Angehörigen der jeweils anderen Sprachgemeinschaft verständlich zu machen.
Im dreisprachigen Belgien gab es in der Armee bis 1994 auch eine deutschsprachige Einheit: Das 3. Bataillon der Ardennenjäger in Vielsalm.

## Geschichte

### 19. Jahrhundert
Belgien erlangte in der Revolution von 1830 die Unabhängigkeit von den Niederlanden. Preußen, Frankreich und das Vereinigte Königreich hatten sich für die Unversehrtheit der Grenzen des jungen Staates verbürgt und so hatte die belgische Regierung die Möglichkeit, auf ein großes stehendes Heer zu verzichten. Stattdessen setzte Belgien zu Beginn seiner Geschichte eine Gendarmerie, die Bürgerwacht ein (niederländisch Burgerwacht, französisch Garde civique). Die Bürgerwacht war der Vorläufer des belgischen Heeres (niederländisch Landcomponent; französisch Composante terre).
Im Jahre 1831 wurde auch die Marinecomponent (französisch Composante marine) gegründet, damals noch unter dem Namen Königliche Marine (Nld. Koninklijke Marine, Fra. Marine Royale).
Schon bald begann neben der Bürgerwacht jedoch auch die Rekrutierung eines regulären Landheeres unter dem System der selektiven Wehrpflicht. Da sich vor allem wohlhabendere Belgier dieser Pflicht entziehen konnten, wurde die Sollstärke von 20.000 Soldaten zunächst nicht erreicht.
Das junge belgische Militär erhielt primär Aufgaben der Selbstverteidigung und befestigte die Grenzen zu den Niederlanden, zu Preußen und zu Frankreich. Auf eine erste Probe gestellt wurde der zumeist neutrale Staat Belgien während des Französisch-Preußischen Kriegs. 1870 wurde eine Generalmobilmachung befohlen, die fast ein Jahr lang anhielt und, obwohl sich den Offizieren strukturelle Schwächen aufzeigten, erreichte das starke Auftreten Belgiens die gewünschte Wirkung: Belgien blieb neutral und sein Territorium vom Krieg unversehrt.
Die Päpstlichen Zuaven, eine 1861 ursprünglich zur Verteidigung des Kirchenstaates aufgestellte Einheit französisch-belgischer Soldaten, kämpften 1867 nach einer Niederlage bei der Eroberung Roms durch das Königreich Italien auf französischer Seite in der Schlacht von Mentana gegen italienische Freischärler. Dieser Kampfverband war die erste größere belgische Truppe, die an einem europäischen Krieg teilnahm.
Während der verschiedenen Einsätze der Zuaven, im Jahre 1864, unterstützte eine belgische Freiwilligeneinheit zudem die französische Intervention in Mexiko. Die etwa 2.000 belgischen Freiwilligen kämpften vergebens; Frankreich wurde besiegt und Kaiser Maximilian zugunsten einer Republik abgesetzt.
Nach Preußens Sieg über Frankreich entstand das Deutsche Kaiserreich;
Belgien hatte nun einen neuen Nachbarn (zuvor hatten Belgien und Preußen eine gemeinsame Grenze).
1885 wurde die Force Publique (Nld.: Openbare Weermacht) aufgestellt, eine Gendarmerie und Kolonialarmee in Belgisch-Kongo. Zunächst war dies kaum mehr als eine Söldnerarmee. 1908 übernahm Belgien den Kongo vom König; ein Kommando belgischer Offiziere wurde installiert. Die Force Publique kämpfte unter anderem 1892–1894 im Krieg gegen Tippu-Tip; sie wurde 1960 mit der Unabhängigkeit der Demokratischen Republic Kongo aufgelöst. Während dieser Zeit beging die Force Publique zahlreiche Verbrechen gegen die Menschlichkeit.

### 20. Jahrhundert

#### Vor dem Ersten Weltkrieg
1902 erwarb Belgien in Reaktion auf den Boxeraufstand eine dauerhafte Kolonialgarnison in Tientsin, China. 1904 wurde dort eine dauerhafte Garnison der belgischen Streitkräfte aufgestellt.
1909 wurde das selektive Wehrpflichtssystem ersetzt, sehr spät im Vergleich zu vielen anderen europäischen Staaten, welche wesentlich früher auf das in mehrfachen Kriegen erfolgreiche preußische Modell der allgemeinen Wehrpflicht umgestiegen waren.
Die Belgische Armee galt als überflüssig, da sich Politik wie Öffentlichkeit auf die vermeintlich unverletzliche Neutralität verließen. Militärausgaben wurden von Politikern vernachlässigt und militärische Aufrüstung als absurd abgetan.
Erst nach der Agadirkrise 1911 wurde eine massive Aufrüstung beschlossen: Die mobilisierte Maximalstärke der belgischen Armee sollte von 180.000 auf 350.000 Soldaten steigen. Diese Aufrüstung war im Sommer 1914 noch nicht abgeschlossen. Die deutsche Heeresführung sah die belgische Armee als schwach genug an, binnen weniger Tage überrannt zu werden.

#### Erster Weltkrieg

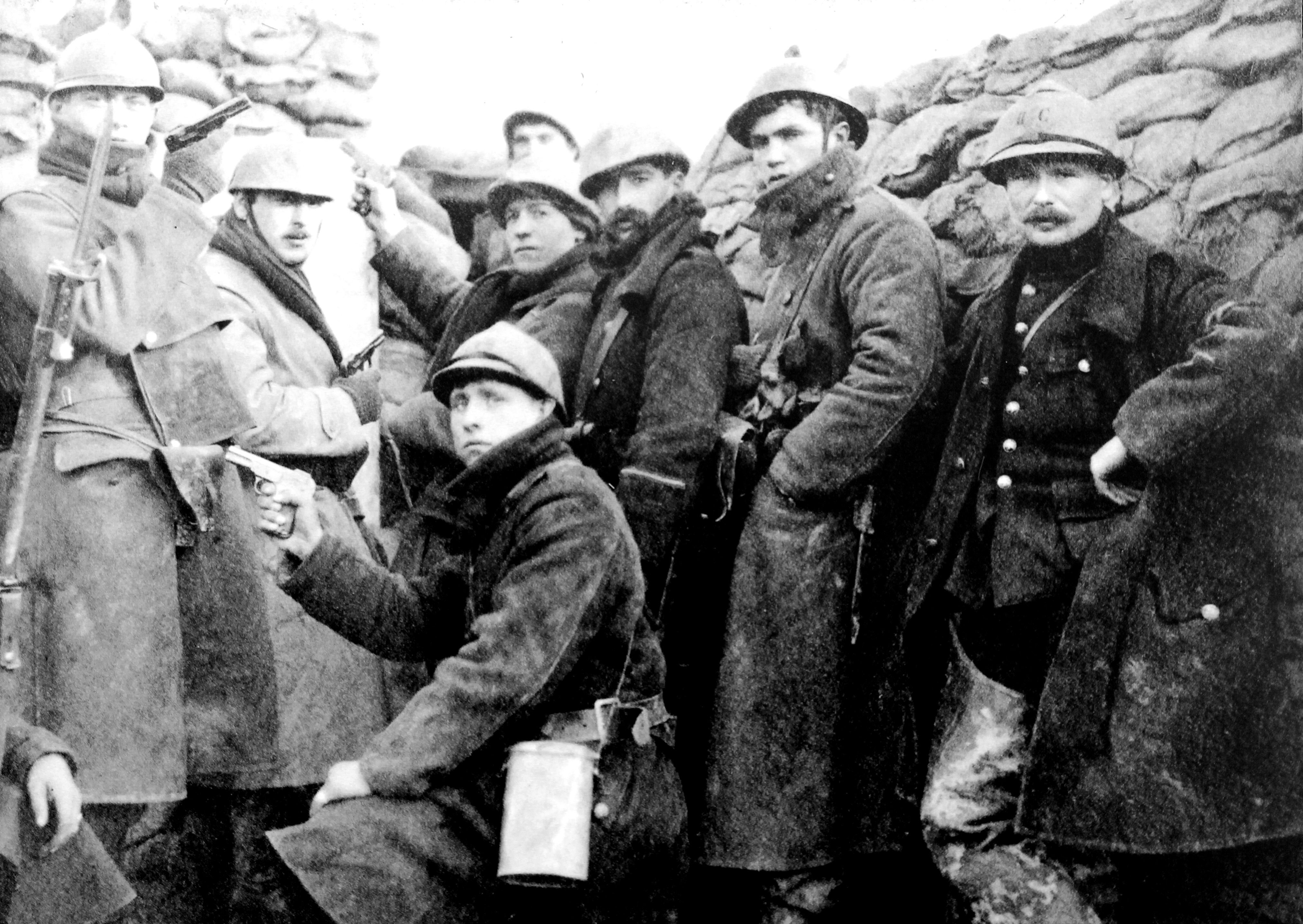
Belgische Soldaten im Ersten Weltkrieg in einem Graben bei Diksmuide

Belgien begann bereits am 31. Juli 1914, kurz nach Österreich-Ungarns Angriff auf Serbien, mit der Generalmobilmachung. Es hatte 19 Infanterieregimenter, 10 Kavallerieregimenter und 8 Artillerieregimenter, unterstützt von Pionieren, Militärpolizei (Gendarmerie) und der paramilitärischen Garde Civique. Am 4. August 1914, nach belgischer Ablehnung eines Ultimatums auf freien Durchmarsch, marschierte das Deutsche Heer, entsprechend dem Schlieffen-Plan, im neutralen Belgien ein und begann mit der Belagerung der Festung Lüttich. Deutschland ignorierte das britische Ultimatum, sich aus Belgien zurückzuziehen, und sah sich daraufhin einer weiteren Großmacht als Kriegsgegner gegenüber. Die deutsche Invasion Belgiens und die damit verbundenen Gräuel und Kriegsverbrechen wurden in der britischen Kriegspropaganda als Rape of Belgium bezeichnet.
Seit 1859 hatte Belgien große Festungsringe gebaut, so neben Lüttich auch um Antwerpen und Namur. 1890 wurde die Brisanzgranate erfunden; damit waren gemauerte Festungsanlagen obsolet. Der Festungsring Lüttich wurde 1880 bis 1890 gebaut und mit den damals modernsten Waffen ausgestattet. Seine Bunker waren aus Beton gebaut worden. Bei der Belagerung 1914 schoss eine Dicke Bertha eine Brisanzgranate auf das Fort Loncin traf die mit 12 Tonnen Sprengstoff gefüllte Munitionskammer. Damit erschien die militärische Bedeutung der damaligen belgischen Forts auf einen Schlag zweifelhaft, zumal einige von ihnen 1914 noch nicht fertiggestellt waren.
117.000 Belgier sahen sich 600.000 Deutschen gegenüber, als die 1. Armee unter Alexander von Kluck, die 2. Armee unter Karl von Bülow, die 3. Armee unter Max von Hausen und schließlich sogar noch die durch Luxemburg vorstoßende 4. Armee unter Albrecht Herzog von Württemberg versuchten im höchsten Tempo, Belgien zu durchqueren, um im Süden die an der Grenze zu Deutschland stehenden französischen Truppen zu umzingeln und die französische Hauptstadt Paris einzunehmen.
Belgien stand während der ersten Kriegswochen auf verlorenem Posten: Lüttich, bereits am 4. August unter Beschuss, fiel schließlich am 16. August in deutsche Hand. Obgleich das deutsche Oberkommando die 40.000 belgischen Verteidiger zunächst sowohl zahlen- als auch qualitätstechnisch unterschätzt hatte, war die Festungsstadt, deren Eroberung wegen der niederländischen Neutralität für Deutschland alternativlos war, nicht zu halten. Am 17. August zog sich die Regierung aus Brüssel nach Antwerpen zurück. Am 20. August fiel Brüssel ohne größere Schäden in deutsche Hand, vom 25. bis 28. August wurde Löwen zerstört. Anfang Oktober durchbrachen deutsche Truppen schließlich auch den Verteidigungsring um Antwerpen.
Der Krieg an der Westfront fand nach dem Erstarren der Fronten und dem Beginn des Grabenkriegs bis zum Kriegsende 1918 weiterhin auch auf belgischem Boden statt, obwohl der größte Teil des Landes deutsch besetzt war. Die Möglichkeiten der belgischen Streitkräfte zur Nachrekrutierung waren dadurch stark begrenzt. Die belgischen Truppen kämpften hauptsächlich an der Yser-Front im Küstengebiet, unterstützt der British Expeditionary Force und französischen Truppenteilen um Ypern (Ypernbogen). Die Stadt war in den vier Flandernschlachten heftig umkämpft und zählt neben Verdun zu den berühmtesten Schauplätzen der Westfront.
Neben dem Krieg in Europa beteiligten sich die belgischen Streitkräfte bzw. ihre Kolonialarmee an Kämpfen in Ostafrika.

#### Zwischenkriegszeit
Ein Teil der Geschichte der belgischen Streitkräfte betrifft auch Deutschland. Belgische Streitkräfte in Deutschland gab es als Armée belge d’occupation bereits nach dem Ersten Weltkrieg, im Rahmen der Alliierten Rheinlandbesetzung von 1918 bis 1929.

#### Zweiter Weltkrieg
Der deutsche Überfall auf die Niederlande, Belgien und Luxemburg („Fall Gelb“) begann am 10. Mai 1940. Am 17. Mai wurde Brüssel kampflos durch deutsche Heereseinheiten besetzt. Die belgische Armee wurde im Raum Brügge eingekesselt. Am 28. Mai um 4:00 Uhr unterzeichnete König Leopold III. die Kapitulation der belgischen Armee und ging mit seinen Soldaten in Kriegsgefangenschaft.

#### Nachkriegszeit
Nach dem Zweiten Weltkrieg wurden belgische Streitkräfte zur Unterstützung der britischen Besatzungsarmee im Süden der Britischen Besatzungszone stationiert. Das Hauptquartier befand sich in Köln. Mit dem Ende der Besatzung wurden sie in die militärischen Pläne der NATO eingebunden und in einem bilateralen Vertrag zwischen Deutschland und Belgien die weitere Stationierung vereinbart. 1996 wurden sie als eigenständiges Kommando aufgelöst.

#### Die belgischen Streitkräfte und die DR Kongo seit 1960
Einen Schwerpunkt der belgischen Streitkräfte außerhalb der NATO-Strukturen bildeten sich in der Demokratische Republik Kongo, dem ehemaligen Kolonialgebiet. Während der Kongo-Krise zwischen 1960 und 1965 spielten die belgischen Streitkräfte eine wichtige und oftmals unrühmliche Rolle, etwa bei der Ermordung von Patrice Lumumba. Da die Unabhängigkeit der DR Kongo von Belgien sehr überraschend und überhastet beschlossen wurde, vereinbarten die Regierungen Belgiens und der DR Kongo das Militär weiterhin in die Hände beider Staaten zu legen. Die Force Publique sollte nun die Armee des Kongo werden, das Offizierkorps für einige Jahre in der Hand der Belgier bleiben. Wie in der Verwaltung hatte das Belgische Militär versäumt, rechtzeitig für geschultes Führungspersonal zu sorgen. Daher sollten auch weitere 10.000 reguläre belgische Soldaten in den beiden Stützpunkten Kamina und Kitona stationiert bleiben, die von dem neuen Präsidenten Joseph Kasavubu oder dem neuen Ministerpräsidenten Patrice Lumumba angefordert werden konnten. Fünf Tage nach der Unabhängigkeit, am 5. Juli 1960, meuterten aber die kongolesischen Soldaten der Force Publique gegen ihre belgischen Offiziere, wie auch gegen die Regierung und verübten Übergriffe an den im Land lebenden belgischen Zivilisten. Dies veranlasste den belgischen Verteidigungsminister Arthur Gilson zu dem Entschluss, die belgischen Streitkräfte ohne die Zustimmung der Regierung des Kongo ausrücken zu lassen. Zunächst billigte die Regierung des Kongo den Schritt, da sie den Schutz der belgischen Bürger nicht garantieren konnte. So nahmen Soldaten der Force Publique belgische Zivilisten als Geiseln und verübten schwere Übergriffe auf die im Land ansässige belgische Zivilbevölkerung, etwa in Luluaburg, dem heutigen Kananga.
Allerdings begannen am 11. Juli 1960 die belgischen Streitkräfte anschließend strategische Positionen im Land zu besetzen und fingen zunehmend an, wieder die Kontrolle über wichtige Teile der ehemaligen Kolonie zu übernehmen, etwa in Kongo Central. Dort allerdings war es zu gar keinen Übergriffen auf belgische Zivilisten gekommen, weswegen die neue Regierung des DR Kongo diesen Akt als Kriegshandlung gegenüber einem souveränen Staat ansah. Dies bewog den Ministerpräsidenten Lumumba zu dem folgenschweren Entschluss, um Hilfe bei der UdSSR zu ersuchen, was einerseits den Bürgerkrieg mit auslöste, anderseits auch die USA auf den Plan rief, worauf in der Folgezeit ein internationaler Stellvertreterkrieg zwischen der UdSSR, den USA und Belgien ausbrach. Die belgischen Streitkräfte unterstützten vom weiterhin bis 1962 belgisch kontrollierten Ruanda-Urundi in diesem Krieg offen die Streitkräfte von Moïse Tschombé, der in Katanga einen unabhängigen, eng an Belgien angelehnten Staat ausgerufen hatte. Unter Druck der USA mussten die Belgier ihre eigenen Bestrebungen aufgeben und ließen militärisch, nicht aber politisch, Tschombé fallen. Anschließend wurden 1963 die dauerhaft im Kongo stationierten belgischen Streitkräfte abgezogen. Militärisch blieb Belgien aber weiterhin präsent. Da Tschombé aus dem Exil zurückgekehrt und am 10. Juli 1964 Ministerpräsident geworden war, forderte er reguläre belgische Truppen an, die ihm helfen sollten die Simba-Rebellion zu ersticken. In der Folgezeit agierte die Para-Commando-Brigade in verschiedenen Operationen im Kongo. Seitdem ist das belgische Militär in der DR Kongo immer wieder aktiv. So wurde der Diktator Mobutu Sese Seko immer wieder mit Truppen unterstützt, etwa 1978 bei der Schlacht um Kolwezi. Im August 2017 beendete die Regierung des Kongos unter Joseph Kabila eine seit 2003 bestehende militärische Zusammenarbeit zwischen den Forces Armées de la République Démocratique du Congo und den belgischen Streitkräften. Der belgische Außenminister Didier Reynders hatte zuvor die Menschenrechtslage innerhalb der Demokratischen Republik Kongo kritisiert. Dies war aber von Seiten Kabilas mit Verweis auf die Kongogräuel und die Rolle Belgiens während der Kongokrise zurückgewiesen worden.

## Auftrag
Die belgischen Streitkräfte haben den Auftrag, die territoriale Integrität des Staates Belgien zu schützen und im Kriegsfall die Landesverteidigung zu gewährleisten. Im Frieden leisten sie durch Ausbildung, Bereitstellung und Versorgung von Militär einen Beitrag zu Belgiens Bündnisverpflichtungen innerhalb der NATO.

## Organisation
2006 hatten die belgischen Streitkräfte eine Stärke von 35.000 Mann. Der freiwillige Wehrdienst wurde formell 1994 abgeschafft. Die Verteidigungsausgaben betrugen 2006 2,5 Milliarden Euro.

## Übungsräume
Innerhalb Belgiens stehen die Truppenübungsplätze (Training Aera) Elsenborn, Bervelo, Lagland und Marche-En-Famenne zur Verfügung.

## Teilstreitkräfte und Ausrüstung

### Heer

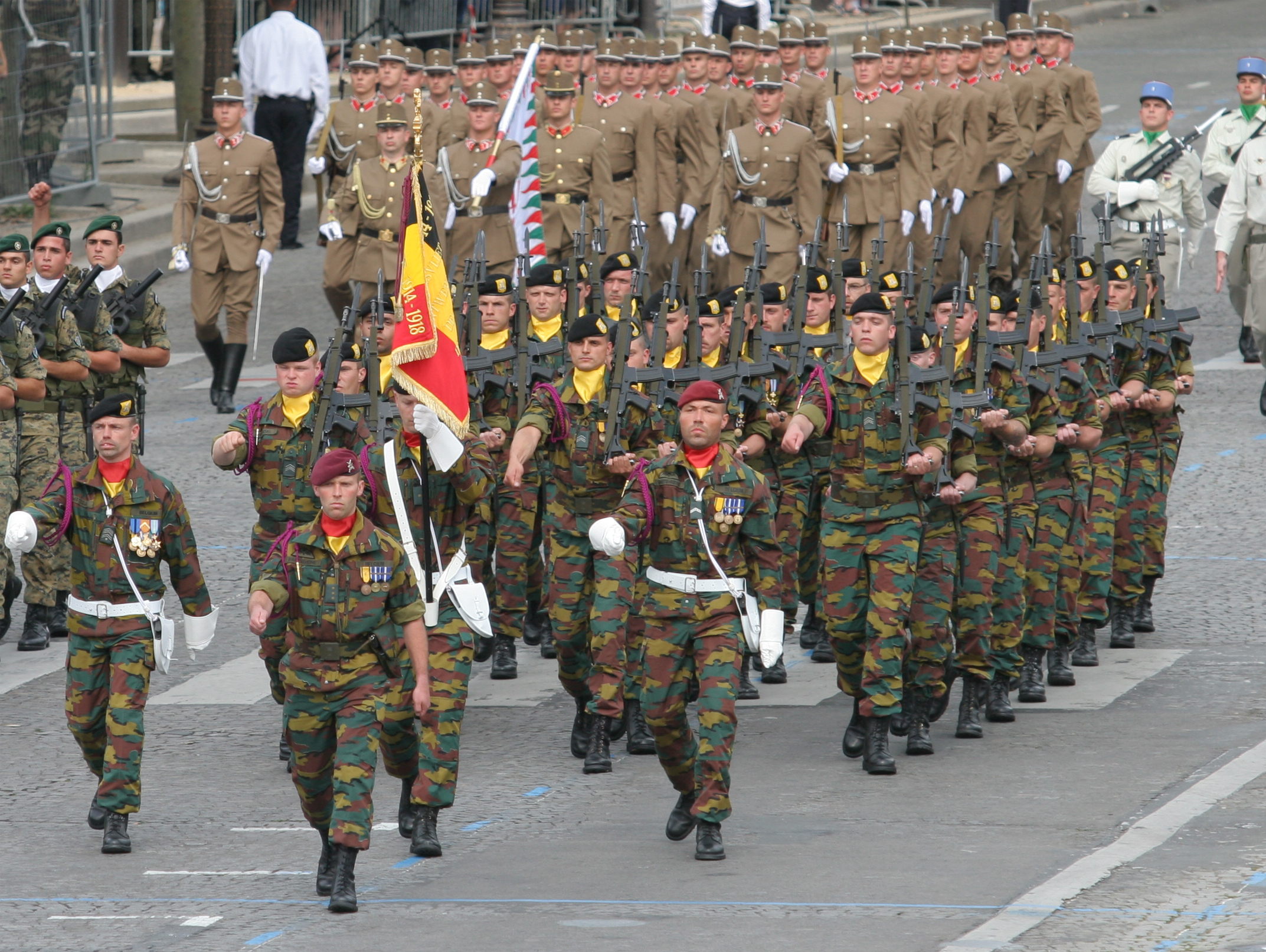
4e Régiment de Chasseurs à Cheval

Die Landstreitkräfte sind die größte Teilstreitkraft. Sie wurden im Jahr 2019 neu strukturiert und werden bis ins Jahr 2030 umfassend neu ausgerüstet. Hierzu gehört eine Bestellung über 417 VBMR Griffon und 60 EBRC Jaguar, deren Auslieferung im Jahr 2025 beginnen soll. Bereits bis ins Jahr 2015 wurden sämtliche Kettenfahrzeuge (ausgenommen die Brückenlegepanzer Biber) gegen Radfahrzeuge ausgetauscht. Das belgische Heer verzichtet somit vollständig auf Kampfpanzer und Panzerhaubitzen.
Dem Kommando Landkomponente (COMOPSLAND) unterstehen (Stand 2019) eine motorisierte Brigade, ein Regiment Spezialkräfte und weitere Unterstützungstruppen.

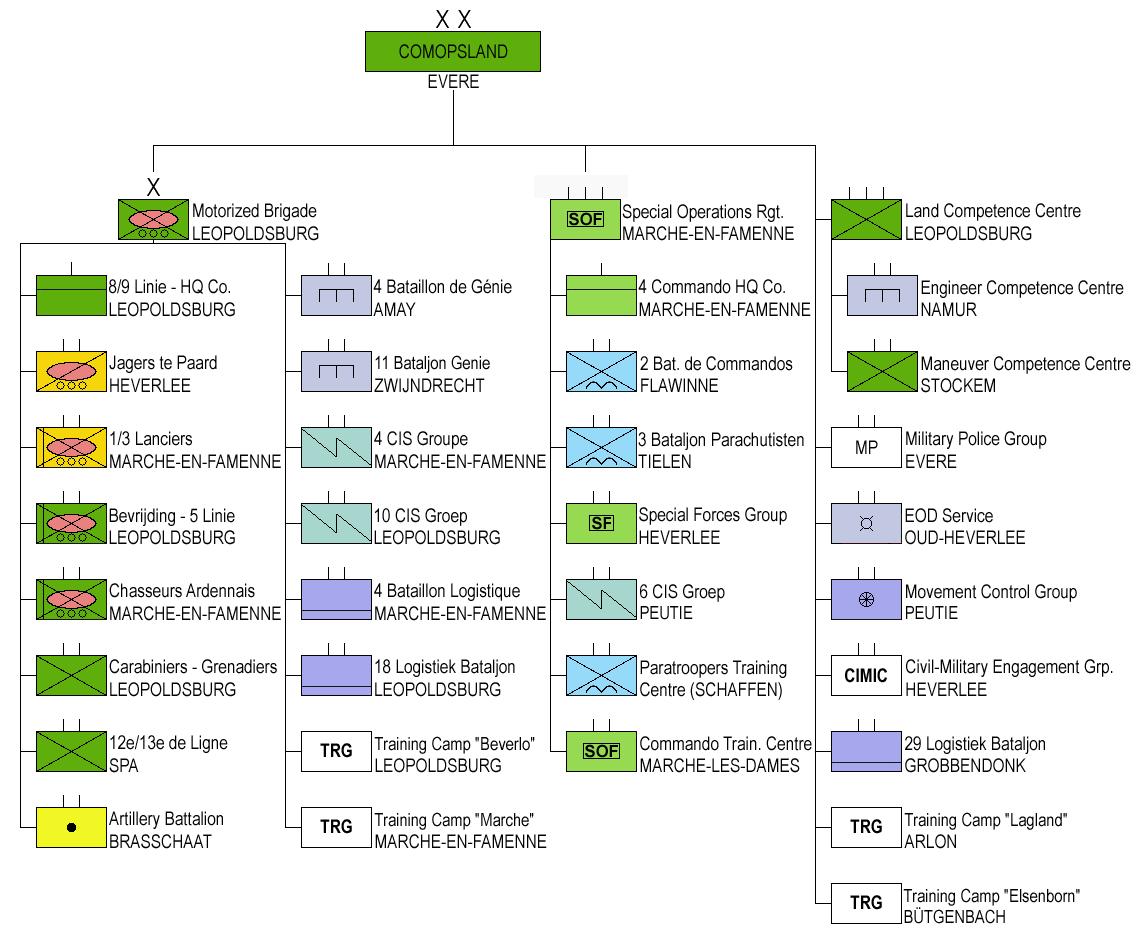
Gliederung des belgischen Heeres (Stand 2019)

### Luftwaffe
Die belgische Luftkomponente ist die zweitgrößte Teilstreitkraft. Ihr stehen 59 F-16-Kampfflugzeuge sowie 31 Hubschrauber (inkl. 4 NH90 für die Marine) zur Verfügung.

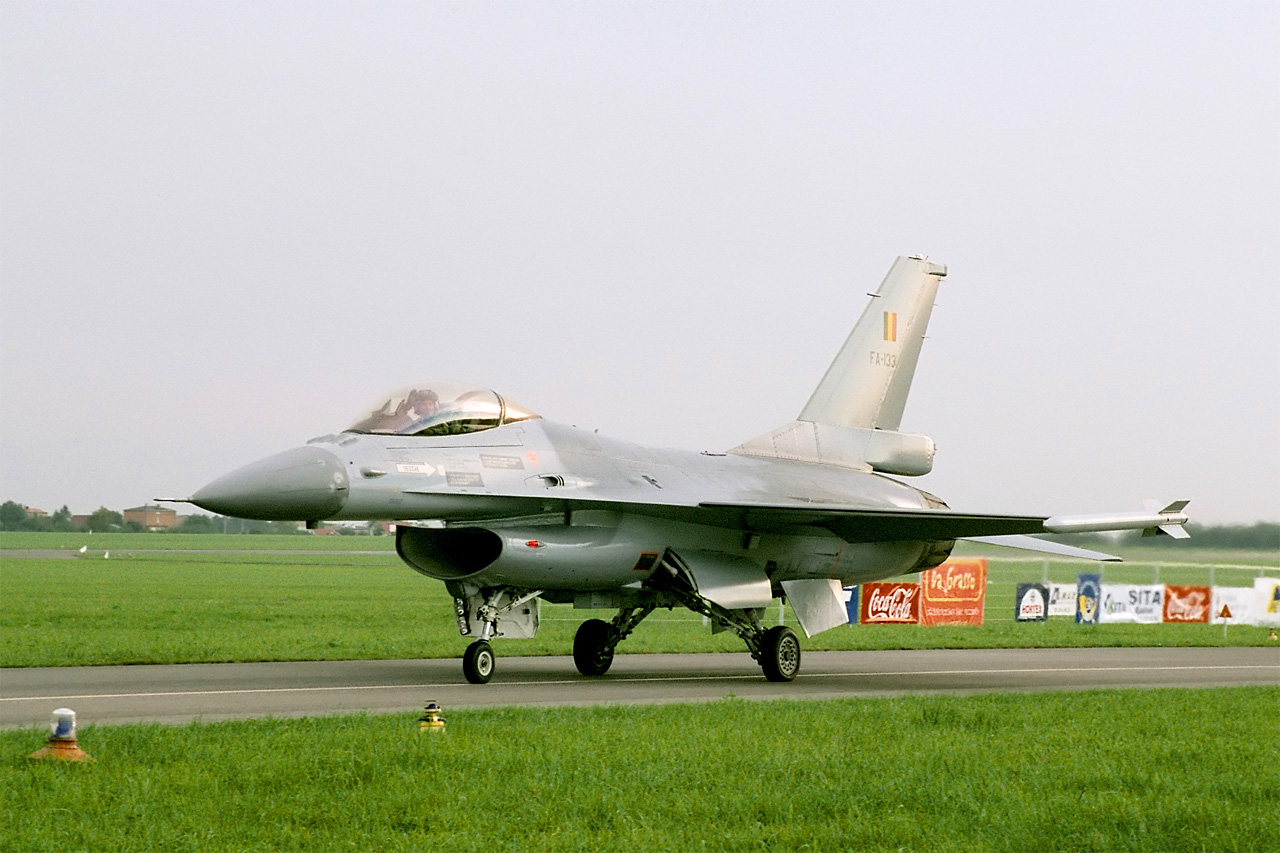
Lockheed F-16 MLU bei der Radom Air Show 2005 in Polen

#### Luftwaffenstützpunkte
Belgien unterhält vier größere Militärflugplätze:
- Base aérienne de Beauvechain, Provinz Wallonisch-Brabant, Haupteinsatzbasis von Trainern, 1 Wing
- Base aérienne de Florennes, Provinz Namur, Haupteinsatzbasis von Kampfflugzeugen, 2 Wing
- Vliegbasis Kleine-Brogel, Provinz Limburg, Haupteinsatzbasis von Kampfflugzeugen, 10 Tactische Wing
- Vliegbasis Melsbroek, Provinz Flämisch-Brabant, Haupteinsatzbasis der Transportflieger, 15 Wing Luchttransport

Der Militärflugplatz Koksijde wird vor allem von Search-and-Rescue-Hubschraubern genutzt.
Die Base aérienne de Bierset, 9 Kilometer westlich von Lüttich, wurde bis 2011 von einem militärischen Hubschraubergeschwader genutzt.

### Marine

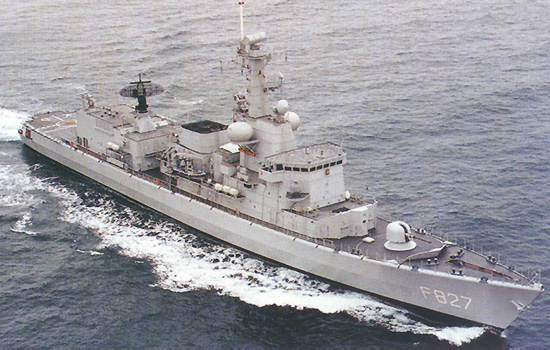
F930 Leopold I. (ex-HNLMS Karel Doorman)

Die belgische Marinekomponente verfügt als kleinste Teilstreitkraft über lediglich 2 Fregatten und 5 Minenabwehrfahrzeuge. Sie arbeitet eng mit der niederländischen Marine zusammen und untersteht seit 1996 in einem gemeinsamen Marineoberkommando dem Admiral Benelux. Die Marineflieger in Koksijde unterstehen der Luftwaffe.